# Rundfunksender Boguchwała
Der Rundfunksender Boguchwała war eine Sendeeinrichtung des polnischen Rundfunks für Mittelwellenrundfunk und zur Störung des Signals von Radio Free Europe im Kurzwellenbereich bei Boguchwała.

## Geschichte
Der Rundfunksender Boguchwala, mit dessen Bau im Dezember 1952 begonnen wurde und der ein Jahr später in Betrieb ging, verwendete in der Anfangszeit eine Schirmantenne, welche von einem 60 Meter hohen seilverankerten Holzmast und 12 kleineren Holzmasten getragen wurde. Das 75 Hektar große Areal der Sendeanlage war doppelt umzäunt und mit Selbstschussanlagen ausgerüstet.
Die Frequenzen für den Störsendebetrieb wurde vom Abhörzentrum in Dąbrowski bestimmt und telefonisch dem Senderpersonal mitgeteilt. Zum Stören wurde ein in Warschau produziertes Programm verwendet, welches über Kabel zugespielt wurde. Ab 1955 wurde auch ein Mittelwellenprogramm ausgestrahlt. Für diesen wurde ein Sender mit einer Leistung von 1 kW verwendet, während der Störsender mit 30 kW sendete. 1956 wurde der Störsendebetrieb eingestellt und die Leistung des Rundfunksenders auf 30 kW erhöht. Ein Jahr später wurde die Schirmantenne durch einen 128 Meter hohen, selbststrahlenden abgespannten Stahlfachwerkmast mit 80 Tonnen Gewicht ersetzt.
1963 wurde die Leistung dieses Senders, der auf 1305 kHz arbeitete, auf 60 kW erhöht.
Dieser Sender, dessen Leistung möglicherweise später auf 100 kW erhöht wurde, blieb bis zu seiner Stilllegung am 28. Februar 1998 in Betrieb. Der Mast wurde im Februar 2002 abgerissen.